# Luigi Marino (filosofo)
Luigi Marino (Ravanusa, 24 febbraio 1847 – Catania, 21 novembre 1912) è stato un filosofo, storico e letterato italiano, preside della Facoltà di Lettere e Filosofia dell'Università degli Studi di Catania.

## Biografia
Figlio di Giuseppe Marino e di Colomba Martines, studiò nel Seminario di Agrigento. Si trasferì dalla Sicilia a Napoli, laureandosi in giurisprudenza e in Lettere e Filosofia all'Università di Napoli. Qui divenne discepolo di Francesco de Sanctis e ne sposò la nipote, Virginia Letizia de Sanctis-Manzi.
Nel 1873 ottenne l'abilitazione alla libera docenza in Filosofia del Diritto e gli fu affidato l'insegnamento di "Storia dei Trattati" nell'ateneo partenopeo. Pur risultando primo idoneo nel concorso per la cattedra di Filosofia Morale a Torino, chiese di essere nominato professore straordinario presso l'Università di Catania (a partire dal 1º marzo 1889, divenendo ordinario nel dicembre 1895).
Per un quindicennio, dal 1º novembre 1889 al 31 ottobre 1906, gli fu conferito l'incarico di insegnamento di Filosofia teoretica; successivamente, dal 1906-07 al 1909-10, fu incaricato di Filosofia della Storia, e nel 1910-11 di Pedagogia. A partire dal 1º novembre 1888, fu nominato professore straordinario di Filosofia morale, divenendo professore ordinario della stessa disciplina nel 1895, incarico che mantenne fino alla sua morte.
Diresse la Scuola di Magistero annessa alla Facoltà di Lettere e Filosofia per il triennio 1909-10/1911-12 e, già alla fine degli anni '90, iniziò a manifestare l'intenzione di dimettersi dalla presidenza della Facoltà per tutelarne i diritti.
Fu «vivace indagatore dei rapporti tra la natura, la morale e il diritto nei problemi sociali». In ambito filosofico, si dichiarava seguace di Giordano Bruno e sosteneva l'indivisibilità tra morale privata e pubblica. Benedetto Croce apprezzò il suo programma incentrato su libertà e giustizia. Fra i suoi allievi ebbe Giovanni Gentile.
Il 16 novembre 1899, all'inaugurazione dell'anno accademico 1899-1900 dell'Università di Catania, il professore Marino tenne una lezione magistrale, subito dopo il discorso di apertura del rettore Annibale Riccò, con una prolusione dal titolo Il segreto della vita.
Grazie soprattutto all'interessamento di Giuseppe de Felice Giuffrida, fu sepolto nel "viale degli uomini illustri" del cimitero monumentale di Catania dove riposa, vicino Mario Rapisardi, di cui si preparava a commemorare il primo anniversario della sua morte, insieme a Vincenzo Casagrandi. Nel 1923 l'allora Ministro della Pubblica Istruzione Giovanni Gentile si impegnò per aiutare i suoi familiari in gravi difficoltà economiche.
Un busto bronzeo del Marino è posto in piazza Bovio presso la città natale di Ravanusa.

## Opere principali
- Gli elementi di filosofia del prof. Vincenzo Fiorentino al cospetto del naturalismo (Napoli 1878)
- Il problema dei problemi, ossia Ubi Consistam della morale e della religione (ivi, 1881-1888)
- Prolusione al corso di Storia dei Trattati (ivi, 1884)
- Elementi di Filosofia del Diritto (ivi, 1885)
- Problema dei Problemi (ivi, 1886)
- Scritti giuridici e filosofici (ivi, 1886)
- La morale e la giustizia nel diritto positivo delle genti (ivi, 1886)
- La diplomazia contemporanea e gli ideali della giustizia (ivi, 1888)
- Presupposti delle Scienze Morali-Sociali (Firenze, 1892)
- Il segreto della vita (Catania, 1899)
- Morale e Giustizia nel conflitto anglo-portoghese (ivi, 1900)
- La morale e la giustizia nella Storia dei trattati (ivi, 1900)
- Presupposti delle scienze morali e sociali (ivi, 1901)
- Una pagina di fisica sociale (ivi, 1912)